# Русев, Янко
Янко Русев (род. 1 декабря 1958 года, село Ивански, Шуменская область, Болгария) — болгарский спортсмен-тяжёлоатлет. Олимпийский чемпион (1980). Спортсмен года Болгарии (1981). Почётный гражданин Шумена. Член зала славы Международной федерации тяжёлой атлетики. Герой Социалистического Труда Народной Республики Болгария. Заслуженный мастер спорта Болгарии.

## Биография
Родители Янко происходили из деревни Калново.
При поступлении 15-летнем возрасте в спортивную школу «Олимпийские надежды» в Софии (1973) судейская комиссия определила Русева неспособным к тяжёлой атлетике, из-за чего он начинал как футболист и борец (по его собственным словам, он и сам не сразу определил своё призвание). Одиннадцать лет спустя Янко Русев завершил спортивную карьеру пятикратным чемпионом мира, пятикратным чемпионом Европы и чемпионом летних Олимпийских игр в Москве в 1980 году. Он установил 25 мировых рекордов или 36 рекордов, включаю рекорды Мира для юниоров, и до 1994 года являлся единственным болгарским тяжёлоатлетом, представленным Зале Славы тяжелой атлетики в Париже. 
В тяжёлую атлетику пришёл по приглашению Ивана Абаджиева.
Тренировался у Т. Колева. Выступал за спортивный клуб «Волов» из города Шумене. Дебютировал на чемпионате мира по тяжёлой атлетике в Штутгарте (1977), занял второе место.
Несколько раз менял весовую категорию, начинал в полулёгком весе (до 60 кг), перешёл в лёгкий (до 67,5 кг), затем в полусредний (до 75 кг) и снова вернулся в лёгкий.
После турнира «Дружба» в Варне (1984) закончил свою спортивную карьеру, в течение 6 лет был помощником тренера сборной Ивана Абаджиева. В 1985 году окончил Национальную спортивную академию. В 1990 году отправился в Японию, где был консультантом национальной команды.
С 1995 года персональный тренер известных болгарских штангистов, помощник тренера национальной сборной и исполнительный директор СК тяжёлой атлетики «Левски». Старший тренер национальной сборной Азербайджана по тяжёлой атлетике (2009—2011).